# Wellington (Herefords) F.C.
Về đội bóng ở Somerset, xem Wellington (Somerset) F.C.
Wellington F.C. là một câu lạc bộ bóng đá đến từ làng Wellington, Herefordshire, Anh. Câu lạc bộ liên kết với Herefordshire County FA. Đội bóng được tái lập năm 1968. Ở mùa giải 2003–04, họ vào đến Vòng 3 của FA Vase. Ở mùa giải 2014–15, họ thi đấu ở West Midlands (Regional) League Premier Division. Mặc dù có tên chính thức đơn giản là Wellington F.C., hạt mà họ thi đấu thỉnh thoảng phải phân biệt với đội bóng có tên tương tự Wellington A.F.C. ở Somerset.

## Lịch sử

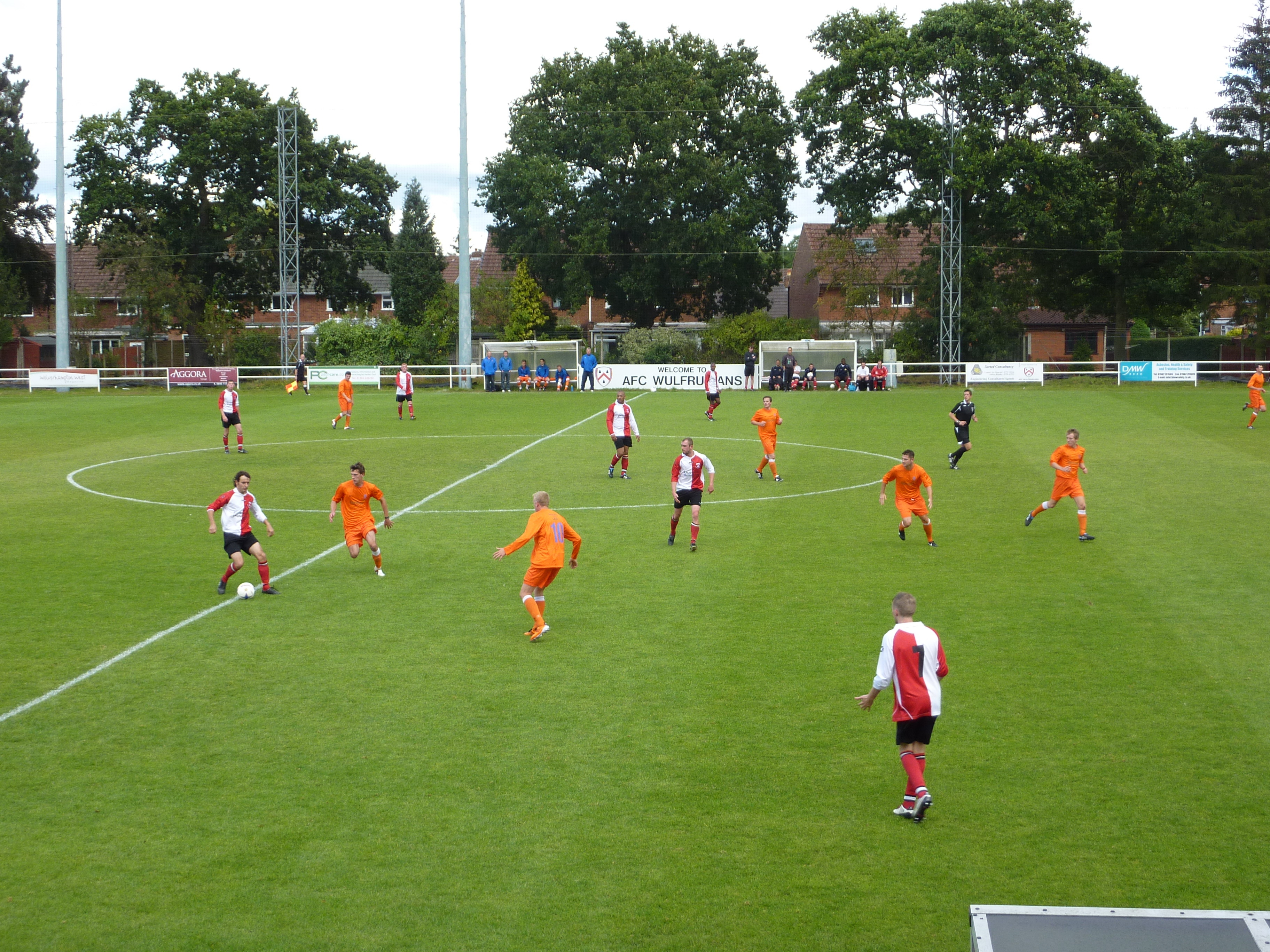
AFC Wulfrunians vs Wellington (tháng 8 năm 2011)

Câu lạc bộ được tái lập năm 1968 với tư cách đội trẻ, thi đấu trên sân được mượn bởi một nông dân địa phương và đổi thành sảnh làng. Giải đấu đầu tiên họ tham gia là Division 3 của Herefordshire Football League. Năm 1978 câu lạc bộ di chuyển đến sân mới và xây dựng phòng thay đồ bằng gỗ năm 1981, được mời thi đấu Herefordshire League Premier Division. Câu lạc bộ 7 lần vô địch, 3 lần gần nhất bởi đội dự bị do sự thăng hạng cùng với đội chính.
Giữa thập kỷ 90, công việc cải thiện cơ sở vật chất được tiến hành ở Playing Fields, và theo sau cú đúp Herefordshire Premier League và Cup mùa giải 1996–97, câu lạc bộ gia nhập thành công West Midlands (Regional) League. Trong mùa giải thứ hai, họ vô địch Division 1 South và cũng vô địch League Cup, nhưng không được thăng hạng Premier Division vì sân không đáp ứng đủ điều kiện. Mùa giải 1999–2000, đội bóng về đích thứ hai và bảo vệ thành công chức vô địch League Cup và nhờ vận động gây quỹ, sân đã cải thiện thêm để cho phép đội bóng được thi đấu ở Premier Division và họ vẫn thi đấu cho đến ngày nay, thành tích tốt nhất là vị trí thứ 5 ở mùa giải 2004–05.
Mùa giải 2008–09, đội bóng vô địch HFA County Cup, sau khi đánh bại Westfields trên sân của Hereford United, Edgar Street. Trong mùa giải đó, đội U18 team vô địch HFA "Giant Killers" Cup và đội Colts vô địch HFA Junior Cup.
Câu lạc bộ tham dự FA Vase từ mùa giải 2002–03, thành tích tốt nhất đến từ 2003–04 khi vào đến Vòng 3 (64 đội mạnh nhất). Mùa giải 2007–08 đội lần đầu tiên thi đấu ở FA Cup, vượt qua Coleshill Town sau trận đấu lại ở Vòng Tiền Sơ loại trước khi thất bại Rocester ở Vòng Sơ loại.

## Kỉ lục câu lạc bộ
- Thành tích tốt nhất tại giải đấu: thứ 5 ở West Midlands (Regional) League Premier Division, 2004–05
- Thành tích tốt nhất tại FA Cup: Vòng Sơ loại, 2007–08
- Thành tích tốt nhất tại FA Vase: Vòng 3, 2003–04